# Eduard Schulte
Eduard Schulte (Düsseldorf, 4 gennaio 1891 – Zurigo, 6 gennaio 1966) è stato un imprenditore tedesco, uno dei primi ad avvertire gli Alleati e a raccontare dell'Olocausto e degli stermini sistematici degli ebrei nell'Europa occupata dai nazisti.
Durante la prima guerra mondiale, Schulte guidò il dipartimento per la produzione di sapone all'interno del ministero della Guerra. Grazie alla sua carriera come manager negli anni '20 e '40, ebbe frequenti contatti con gli alti funzionari del governo tedesco e militari, nonché con altri industriali che avevano accesso a informazioni importanti.

## LaGiesche’s Erben
La Giesche's Erben fu un'azienda di proprietà tedesca con enormi proprietà industriali della famiglia aristocratica Giesche. Nel 1922, una parte importante delle proprietà situate in Slesia furono incluse nel territorio della Repubblica di Polonia. La Giesche’s Erben aveva creato la Giesche Spolka Akcyjna, interamente di sua proprietà, per consolidare le proprietà polacche ed era registrata a Katowice come azienda polacca. La gestione dell'azienda polacca diventò troppo complessa anche a causa della tassazione elevata imposta dal governo polacco, ostacolando così l'utilizzo del denaro tedesco per pagare le spese. Così nel 1926 una quota di maggioranza (51%) fu venduta agli statunitensi della Anaconda Copper Mining Co. e W. Averell Harriman che avevano registrato la Silesian-American Corporation e la Silesian Holding Company negli Stati Uniti. Schulte sostituì Carl Besser come direttore generale della Giesche.

### Piano di rimpatrio
Il nuovo direttore generale, a soli 35 anni, aveva un piano ambizioso durante il periodo tra le due guerre per la riacquisizione tedesca delle ex proprietà polacche della Giesche, spesso denominate tenute orientali. Pur condividendo il disprezzo comune a molti tedeschi per la perdita di quel territorio, recuperarlo non sarebbe mai stato possibile fintanto che la regione della Slesia appartenesse alla Polonia. Prima della seconda guerra mondiale, sia proprietari che dirigenti cercarono di riprendere il controllo legale della Giesche attraverso Eduard Schulte attraverso uno "piano di rimpatrio".

## Seconda guerra mondiale
L'invasione tedesca della Polonia nel 1940, provocò l'espulsione di tutta la dirigenza americana della Giesche Corp. e il controllo legale della società fu delegato al commissario militare tedesco, Albrecht Jung. Ufficiosamente, tutte le decisioni furono prese da Schulte, diventando quindi il vero controllore dell'enorme complesso industriale e, insieme a Jung, gestì le altre proprietà industriali sequestrate alla Giesche’s Erben.
Prima del 31 agosto 1939, le azioni erano elencate nel libro dei valori della Silesian-American Corp. a nome di una società sussidiaria di Zurigo della Giesche’s Erben svizzera,  la Non Ferrum Gesellschaft zur Finanzierung von Unternehmungen des Bergbaus und der Industrie der Nichteisenmetalle, comunemente nota come Non Ferrum. La Non Ferrum deteneva il titolo a favore della Giesche’s Erben, insieme alle azioni SACO.
Dopo l'invasione nel 1939, Giesche fu tra le corporazioni e società polacche che furono portate sotto la gestione di un commissario militare tedesco. Questa azione negò alla SACO tutti i proventi delle Giesche e non furono in grado di pagare i dividendi sulle obbligazioni in essere dovute nel 1941. La società aveva solo mezzo milione di dollari in contanti e, di conseguenza, presentò una petizione per la riorganizzazione ai sensi del Capitolo X del Bankruptcy Act del 1898 degli Stati Uniti.
Poco prima dell'entrata in guerra degli Stati Uniti nel 1941, la banca svizzera La Roche operò insieme a Schulte per fondare in Svizzera la Internationale Kapitalanlegen Gesellschaft (Ikap), anch'essa una consociata interamente controllata da Giesche's Erben. Fu questa società, di cui Schulte riuscì a convincerne i proprietari statunitensi, a vendere la loro parte di Giesche, ma prima che la vendita potesse essere completata è stato emesso un ordine presidenziale che congelasse tutte le transazioni finanziarie svolte in Svizzera che coinvolgevano la Germania e che richiedessero l'approvazione del Dipartimento del Tesoro degli Stati Uniti.
Nel luglio 1941, la prima delle tre domande che chiedevano l'approvazione del Tesoro fu respinta. Le azioni tedesche furono confiscate nel novembre 1942 dall'American Alien Property Custodian ai sensi del Trading with the Enemy Act. Il 17 novembre 1942, l'Alien Property Custodian autorizzata dal Trading with the Enemy Act assunse il controllo delle azioni di proprietà tedesca della Silesian-American Corp. Gli sforzi di Schulte per riottenere le "proprietà orientali" fallirono.

## La soluzione finale
Schulte ebbe l'opportunità di viaggiare spesso tra Breslavia e Zurigo, dove stabilì dei contatti con Allen W. Dulles, con il console tedesco dissidente Hans Bernd Gisevius, e con l'intelligence polacca e francese.
Nel 1942 Schulte venne a conoscenza del progetto della Soluzione Finale e nel luglio 1942 ne parlò a Gerhart M. Riegner, rappresentante svizzero del Congresso Ebraico Mondiale. Nell'agosto 1942, il Telegramma Riegner informò gli Alleati, ma le informazioni furono ignorate nonostante indicassero un numero stimato da 3,5 a 4 milioni di ebrei già individuati e l'uso pianificato dell'acido cianidrico.
Nel 1943, la Gestapo notò le sue attività e Schulte dovette fuggire definitivamente in Svizzera con sua moglie, mentre i suoi due figli dovettero rimanere sotto il controllo tedesco per combattere nella Wehrmacht. Un figlio è stato ucciso in guerra.
Dopo la guerra, Schulte rimase in silenzio. Riegner ha sempre rifiutato di riconoscere chi gli aveva fornito le informazioni poiché questa era "l'unica richiesta che mi ha mai fatto".